# Klara (seria)
Klara – seria 18 opowiadań, której autorką jest Pia Hagmar. Na podstawie serii w 2010 roku powstał film familijny Klara. Seria przetłumaczona została na język polski przez Annę Kiełbowską i Milenę Hadryan oraz wydana przez polskie wydawnictwo REA w okresie 2011–2014 r. Inspiracją postaci były marzenia autorki o posiadaniu córki oraz jej własne konie.

## Fabuła
Klara Nowak (oryg. Klara Andersson) to niespełna dwunastoletnia dziewczynka, uczennica 6. klasy, której marzeniem jest jazda konna. Pochodzi z rozbitej rodziny. Ojciec ponownie się ożenił, a samotnie wychowująca ją matka – dziennikarka straciła pracę. Brak możliwości związania końca z końcem oraz oferta pracy w obcym mieście skłania je do przeprowadzki ze starego rodzinnego domu w Jerzykowie do odległego o 100 km gospodarstwa w Malinowej Dolinie prowadzonego przez rozwiedzionego Roberta. Pomimo trudnej sytuacji, marzenia dziecka powoli się spełniają. Z czasem pojawiają się nowi przyjaciele i spotyka ją coraz więcej przygód.

## Książki z serii
1. Marzenie Klary, oryg. Klaras dröm (1999)
2. Zimowe smutki Klary, oryg. Klaras vintersorg (1999)
3. Klara, właścicielka konia, oryg. Klara Andersson, hästägare (1999)
4. Do startu, gotowi, hop!, oryg. Klara, färdiga, gå (1999)
5. Wyprawa z przygodami, oryg. Klaras äventyrsritt (2000)
6. Obóz jeździecki, oryg. Klaras ridlägersommar (2000)
7. Klara w Malinowej Dolinie, oryg. Klara i Hallondalen (2001)
8. Zwycięstwo, oryg. Klaras egen seger (2001)
9. Klara i Janek, oryg. Klara och Jonte (2002)
10. Przed startem, oryg. Klara för start (2002)
11. Wybór Klary, oryg. Klaras val (2003)
12. Klara i źrebak, oryg. Klara och fölet (2003)
13. Klara i Star, oryg. Klara och Star (2004)
14. Nowy koń Klary, oryg. Klaras nya häst (2004)
15. Tajemnica Klary, oryg. Klara och hemlighten (2005)
16. Klara na Islandii, oryg. Klara på Island (2006)
17. Sen nocy świętojańskiej, oryg. Klara och midsommardrömmen (2007)
18. Rewanż, oryg. Klara för revansch (2008)